# Sillalara
Sillalara est une localité située dans le département de Gaoua de la province du Poni dans la région Sud-Ouest au Burkina Faso.

## Santé et éducation
Le centre de soins le plus proche de Sillalara est le centre hospitalier régional (CHR) de la province à Gaoua.